# Кірхгайм-ін-Швабен
Кірхгайм-ін-Швабен (нім. Kirchheim in Schwaben) — громада в Німеччині, знаходиться в землі Баварія. Підпорядковується адміністративному округу Швабія. Входить до складу району Унтеральгой. Центр об'єднання громад Кірхгайм-ін-Швабен.
Площа — 31,95 км2. Населення становить 2697 ос. (станом на 31 грудня 2020).

## Галерея

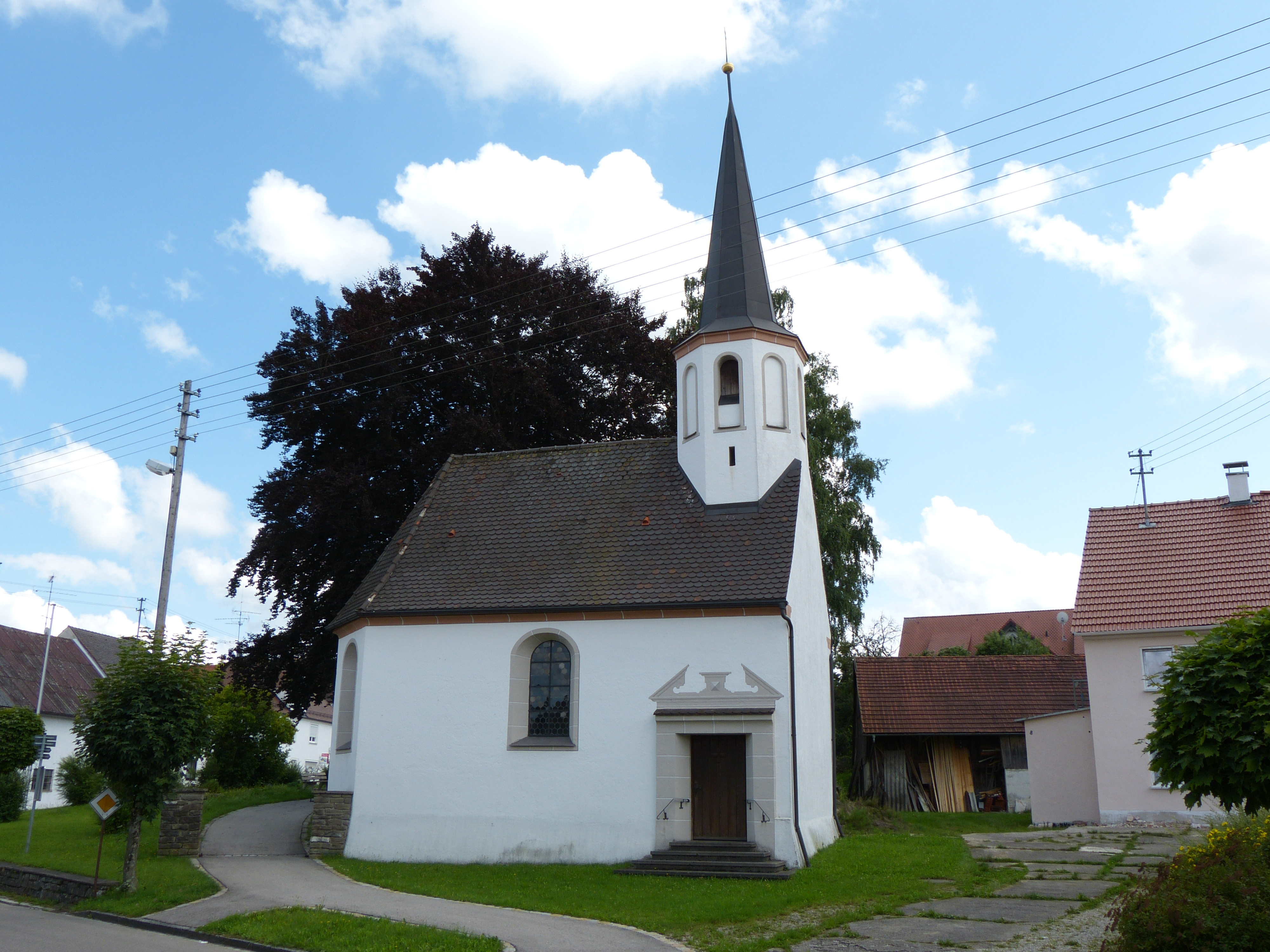
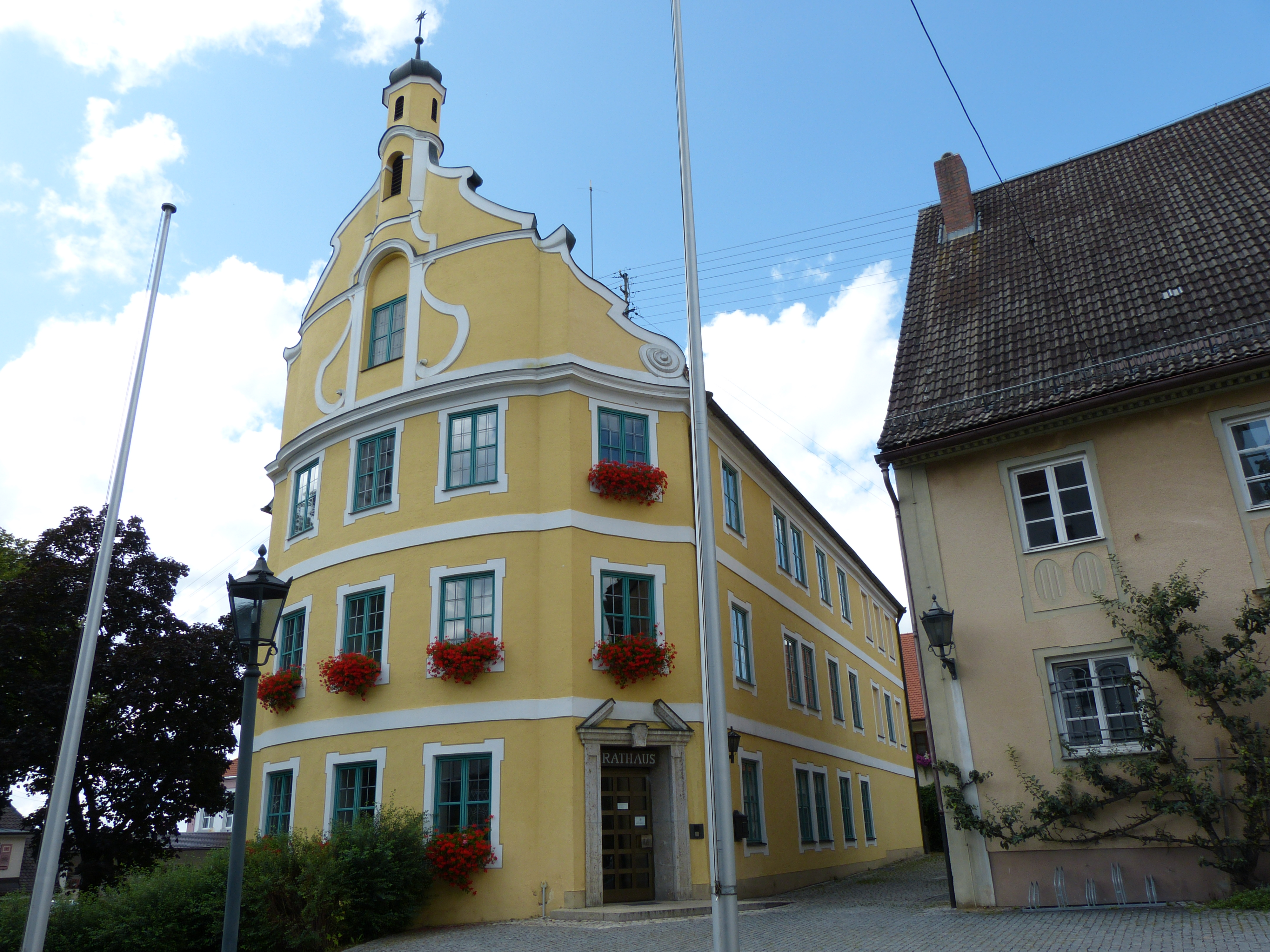
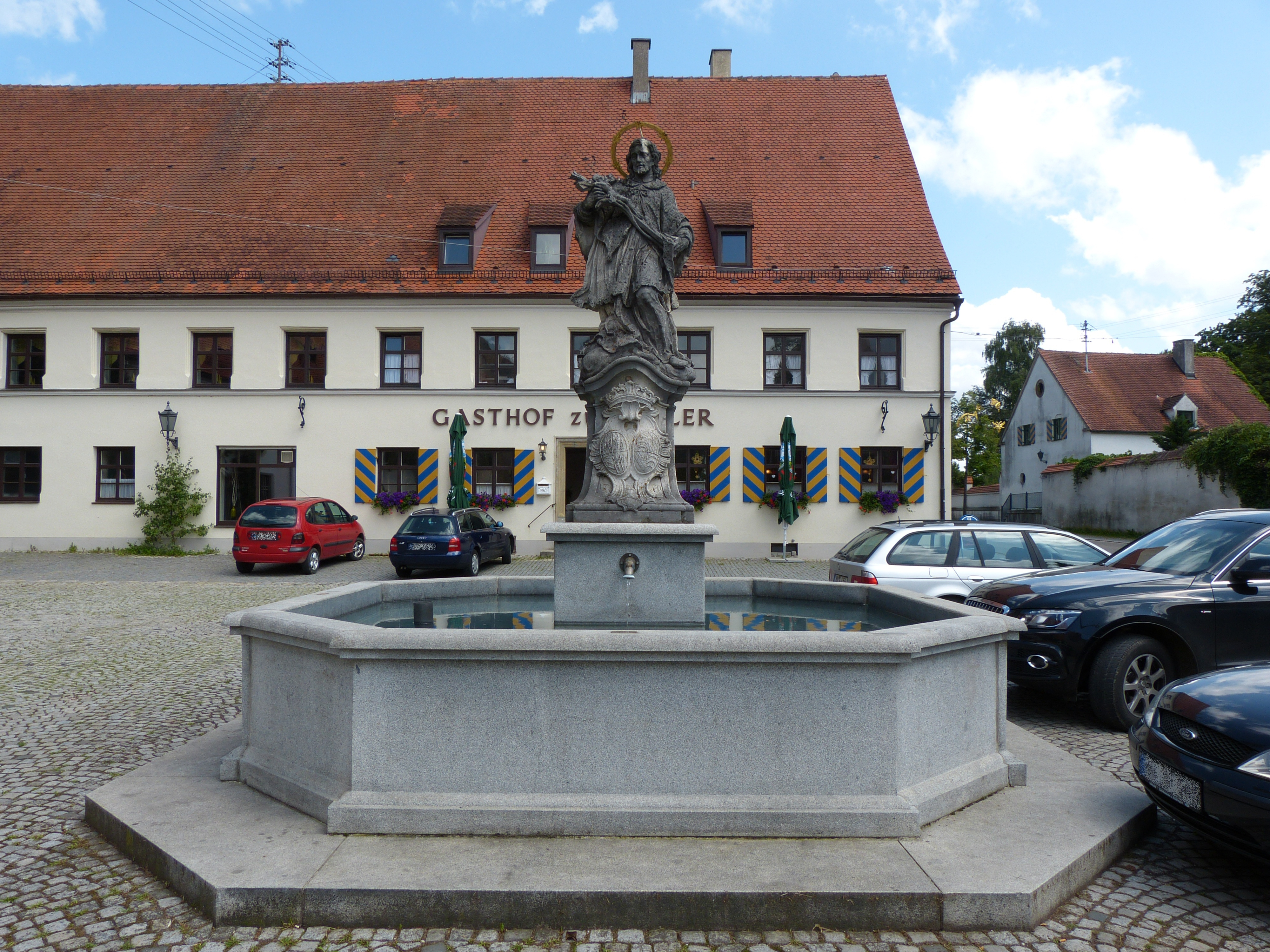
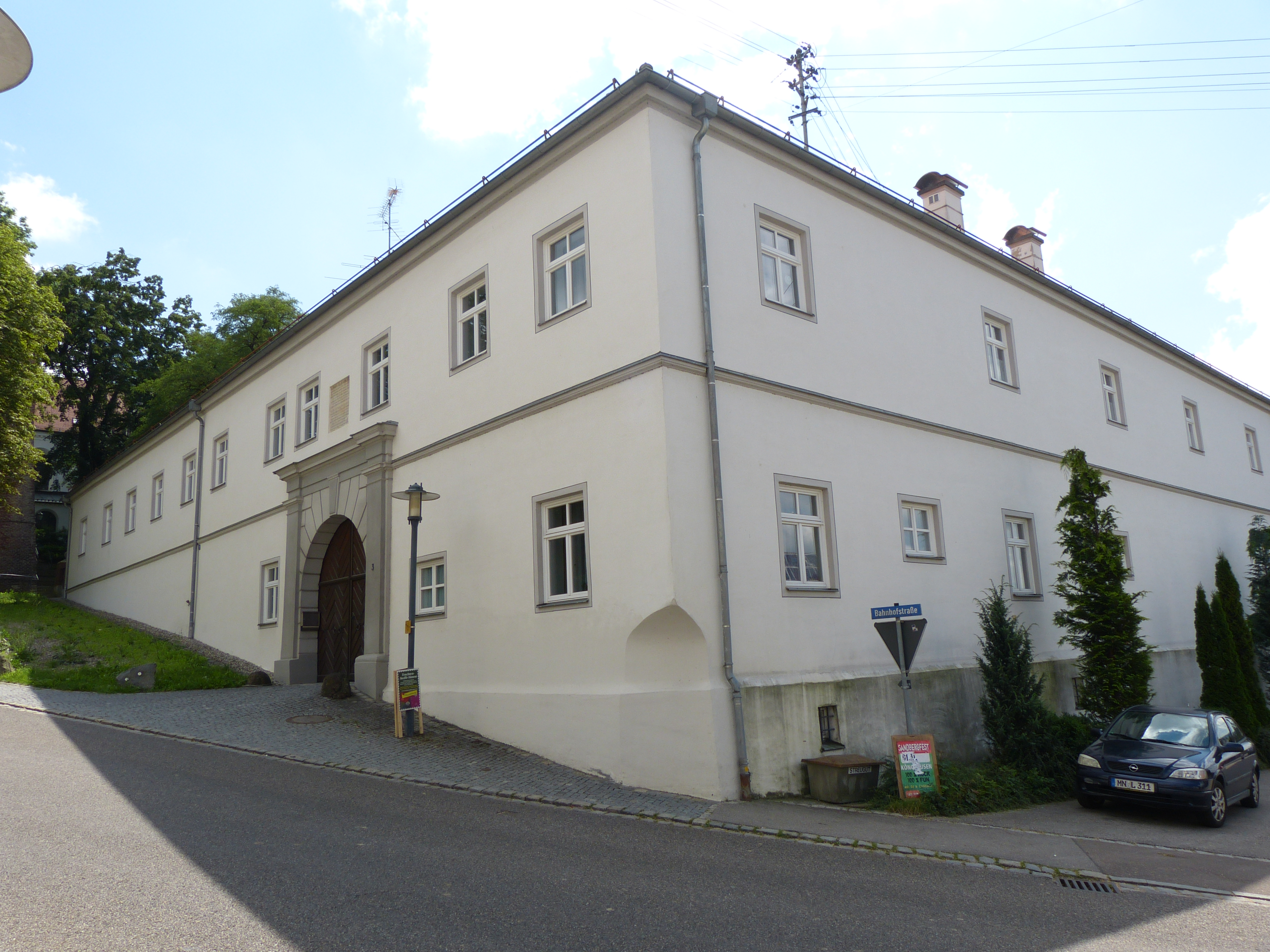
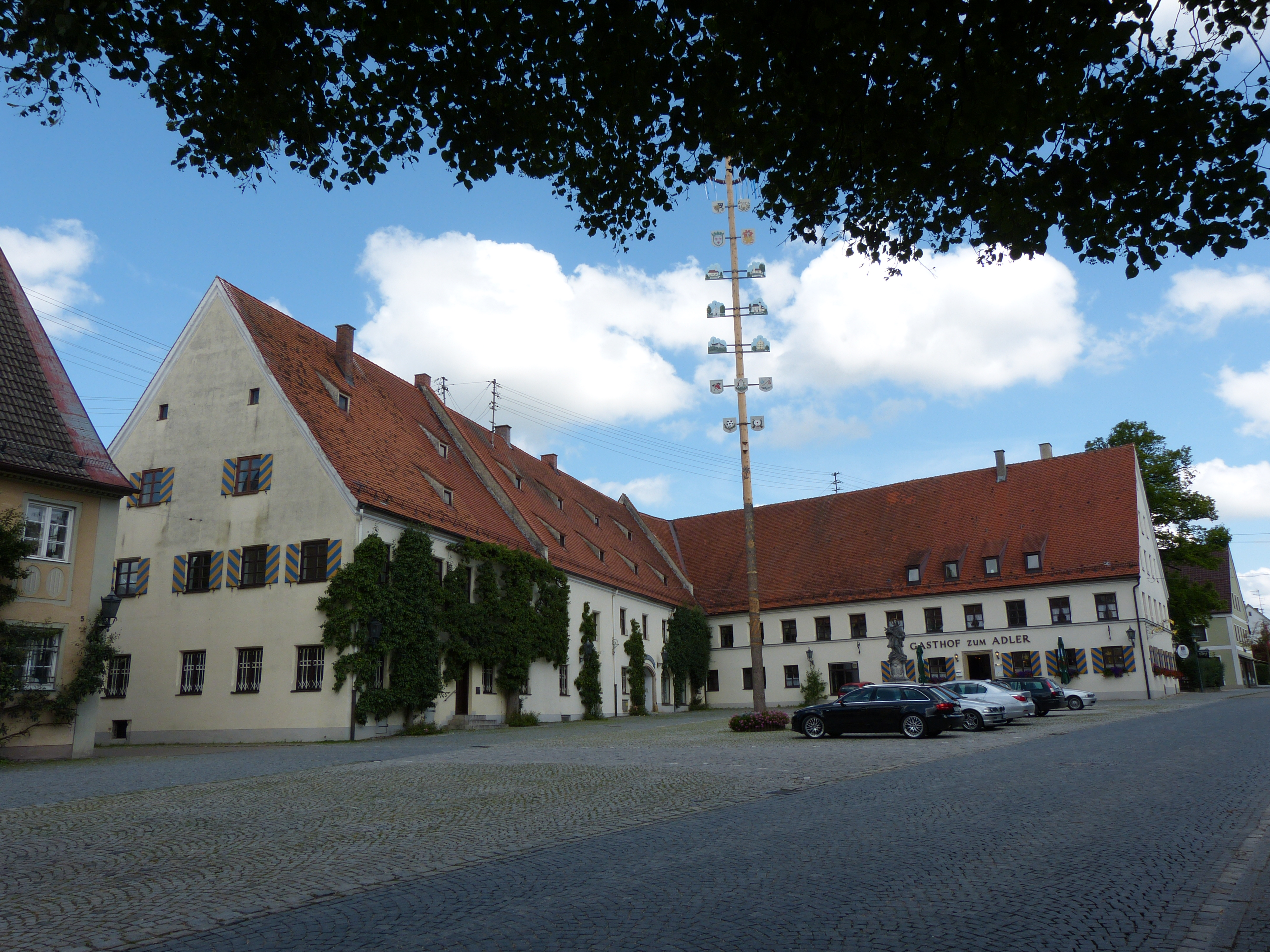
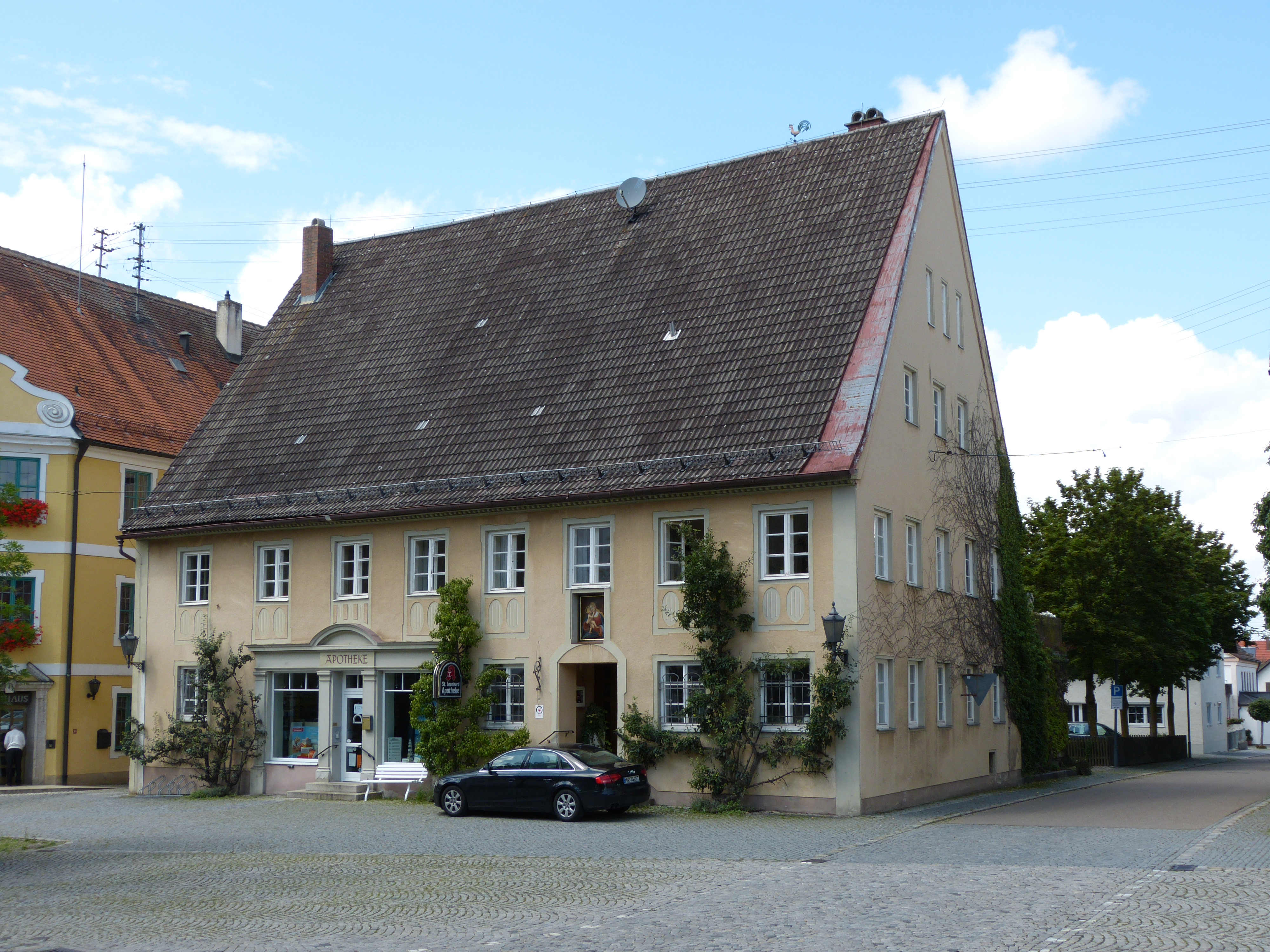